# Piero Regnoli
Piero Regnoli (Roma, 19 luglio 1921 – Roma, 27 aprile 2001) è stato uno sceneggiatore e regista italiano.

## Biografia
Dal 1949 al 1954 ha fatto parte della giuria della Mostra internazionale d'arte cinematografica di Venezia.
Critico cinematografico del giornale del Vaticano L'Osservatore Romano, è ricordato per aver curato la sceneggiatura di oltre cento film fra il 1953 e il 1991, fra cui diversi film di genere western all'italiana, film ispirati alla sceneggiata napoletana, poliziotteschi, horror, peplum, decamerotici e commedie erotiche all'italiana.
Come sceneggiatore ha esordito con Non è mai troppo tardi.
Il suo ultimo lavoro in questa veste è stato, nel 1995, Club vacanze.
Nel corso della sua carriera, è stato accreditato anche con gli pseudonimi di Martin Andrews, Dean Crain, Peter Lombard, Mario Pierotti, Pietro Regnoli.
È apparso come attore non accreditato nel film del 1973 Le amorose notti di Alì Babà.

## Filmografia

### Regia
- La chiamavan Capinera... (1957)
- Anche l'inferno trema (1958)
- Ti aspetterò all'inferno (1960, accreditato come Pierre King)
- L'ultima preda del vampiro (1960)
- Lo sparviero dei Caraibi (1962)
- Il re Manfredi (1962)
- Maciste nelle miniere di re Salomone (1964, accreditato come Martin Andrews)
- Appuntamento a Dallas (1964, accreditato come Dean Craig)
- I giochi proibiti de l'Aretino Pietro (1972)
- Biancaneve e i sette nani (1973)
- La principessa sul pisello (1976)
- Giuro che ti amo (1986, co-regia non citata nei titoli originali)

### Aiuto regista
- Gli ultimi giorni di Pompei, regia di Marcel L'Herbier e Paolo Moffa (1950)
- I vampiri, regia di Riccardo Freda (1957)
- I leoni di Pietroburgo, regia di Mario Siciliano (1972)

### Attore
- I leoni di Pietroburgo, regia di Mario Siciliano (1972)
- Le amorose notti di Ali Baba, regia di Luigi Latini De Marchi (1973)
- Nell'eccitante attesa dell'accoppiamento armonico, regia di Jim McBride (1974)

### Produzione
- I 7 di Marsa Matruh, regia di Mario Siciliano (1970)

### Soggettista
- Operazione Mitra, regia di Giorgio Cristallini (1951)

### Sceneggiatura
- Operazione Mitra, regia di Giorgio Cristallini (1951)
- Non è mai troppo tardi, regia di Filippo Walter Ratti (1953)
- La prigioniera di Amalfi, regia di Giorgio Cristallini (1954)
- I vampiri, regia di Riccardo Freda (1956)
- L'ultima preda del vampiro, regia di Piero Regnoli (1960)
- Lo sparviero dei Caraibi, regia di Piero Regnoli (1962)
- Appuntamento a Dallas, regia di Piero Regnoli (1964, come Dean Craig)
- Maciste nelle miniere di re Salomone, regia di Piero Regnoli (1964)
- Un fiume di dollari, regia di Piero Regnoli (1966, come Mario Pierotti)
- 3 pistole contro Cesare, regia di Enzo Peri (1967)
- Il terzo occhio, regia di James Warren (1966)
- Navajo Joe (1966, come Dean Craig)
- Matchless, regia di Alberto Lattuada (1967, come Dean Craig)
- Salvare la faccia, regia di Rossano Brazzi (1969)
- La legge della violenza (Tutti o nessuno), regia di Gianni Crea (1969)
- Sette baschi rossi, regia di Mario Siciliano (1969)
- La porta del cannone, regia di Leopoldo Savona (1969)
- La legge dei gangsters, regia di Siro Marcellini (1969)
- Il dito nella piaga, regia di Tonino Ricci (1969)
- I 7 di Marsa Matruh, regia di Mario Siciliano (1970, come Dean Craig)
- I leoni di Pietroburgo, regia di Mario Siciliano (1971, come Dean Craig)
- La spada normanna, regia di Roberto Mauri (1971)
- La vita, a volte, è molto dura, vero Provvidenza?, regia di Giulio Petroni (1972)
- Elena sì... ma di Troia, regia di Alfonso Brescia (1973)
- Sentivano... uno strano, eccitante, pericoloso puzzo di dollari, regia di Italo Alfaro (1973)
- Li chiamavano i tre moschettieri... invece erano quattro, regia di Silvio Amadio (1973)
- I giochi proibiti de l'Aretino Pietro, regia di Piero Regnoli (1973)
- Zanna Bianca, regia di Lucio Fulci (1973)
- Verginità, regia di Marcello Andrei (1974)
- Un fiocco nero per Deborah, regia di Marcello Andrei (1974)
- La spacconata, regia di Alfonso Brescia (1974)
- La prova d'amore, regia di Tiziano Longo (1974)
- La profanazione, regia di Tiziano Longo (1974)
- Quelli che contano, regia di Andrea Bianchi (1974)
- Basta con la guerra... facciamo l'amore, regia di Andrea Bianchi (1974)
- Quella età maliziosa, regia di Silvio Amadio (1975)
- Mala, amore e morte, regia di Tiziano Longo (1975)
- Lo stallone, regia di Tiziano Longo (1975)
- L'educanda, regia di Franco Lo Cascio (1975)
- Le dolci zie, regia di Mario Imperoli (1975)
- La collegiale, regia di Gianni Martucci (1975)
- La bolognese, regia di Alfredo Rizzo (1975)
- Blue Jeans, regia di Mario Imperoli (1975)
- La cognatina, regia di Sergio Bergonzelli (1975)
- Il tempo degli assassini, regia di Marcello Andrei (1975)
- Un toro da monta, regia di Roberto Mauri (1976)
- Sorbole... che romagnola di Alfredo Rizzo (1976)
- Le impiegate stradali (Batton Story), regia di Mario Landi (1976)
- Campagnola bella, regia di Mario Siciliano (1976)
- L'adolescente, regia di Alfonso Brescia (1976)
- La figliastra (Storia di corna e di passioni), regia di Edoardo Mulargia (1976)
- Come cani arrabbiati, regia di Mario Imperoli (1976)
- Il conto è chiuso, regia di Stelvio Massi (1976)
- I peccati di una giovane moglie di campagna, regia di Alfredo Rizzo (1977)
- Onore e guapparia, regia di Tiziano Longo (1977)
- Le calde notti di Caligola, regia di Roberto Bianchi Montero (1977)
- Cara dolce nipote, regia di Andrea Bianchi (1977, come Pietro Regnoli)
- Napoli... serenata calibro 9, regia di Alfonso Brescia (1978)
- L'ultimo guappo, regia di Alfonso Brescia (1978)
- Malabestia, regia di Leonida Leoncini (1978)
- Le pene nel ventre, regia di Giulio Petroni (1978)
- Napoli... la camorra sfida, la città risponde, regia di Alfonso Brescia (1979)
- Il mammasantissima, regia di Alfonso Brescia (1979)
- I contrabbandieri di Santa Lucia, regia di Alfonso Brescia (1979)
- Malabimba regia di Andrea Bianchi (1979)
- Savana violenza carnale, regia di Roberto Bianchi Montero (1979)
- L'ebreo fascista, regia di Franco Molè (1980)
- La tua vita per mio figlio, regia di Alfonso Brescia (1980, come Pietro Regnoli)
- Il viziaccio, regia di Mario Landi (1980)
- Patrick vive ancora, regia di Mario Landi (1980)
- Zappatore, regia di Alfonso Brescia (1980)
- Incubo sulla città contaminata, regia di Umberto Lenzi (1980)
- La maestra di sci, regia di Alessandro Lucidi (1981)
- Le notti del terrore, regia di Andrea Bianchi (1981)
- Carcerato, regia di Alfonso Brescia (1981)
- Giuramento, regia di Alfonso Brescia (1982)
- Quella peste di Pierina, regia di Michele Massimo Tarantini (1982)
- La bimba di Satana, regia di Mario Bianchi (1982)
- Le notti segrete di Lucrezia Borgia, regia di Roberto Bianchi Montero (1982)
- Gunan il guerriero, regia di Franco Prosperi (1982, come Peter Lombard)
- Sangraal, la spada di fuoco, regia di Michele Massimo Tarantini (1982)
- La discoteca, regia di Mariano Laurenti (1983)
- Giochi carnali, regia di Andrea Bianchi (1983)
- Uno scugnizzo a New York, regia di Mariano Laurenti (1984)
- Malombra, regia di Bruno Gaburro (1984)
- Maladonna, regia di Bruno Gaburro (1984)
- Popcorn e patatine, regia di Mariano Laurenti (1985)
- Il peccato di Lola, regia di Bruno Gaburro (1985)
- Morbosamente vostra, regia di Andrea Bianchi (1985)
- Una storia ambigua, regia di Mario Bianchi (1986)
- Senza vergogna, regia di Gianni Siragusa (1986)
- Penombra, regia di Bruno Gaburro (1986)
- Giuro che ti amo, regia di Nino D'Angelo (1986)
- Fotoromanzo, regia di Mariano Laurenti (1986)
- Quel ragazzo della curva B, regia di Romano Scandariato (1987)
- Oggetto sessuale, regia di Bruno Gaburro (1987)
- Urban Warriors, regia di Joseph Warren (1987)
- Il giustiziere del Bronx, regia di Vanio Amici (1989)
- Sulle tracce del condor, regia di Sergio Martino (1990)
- Sapore di morte, regia di Al Bradley (1990, come Pietro Regnoli)
- Demonia, regia di Lucio Fulci (1990)
- Voci dal profondo, regia di Lucio Fulci (1991, come Pietro Regnoli)
- Spiando Marina, regia di Sergio Martino (1992)
- Attenti a noi due, regia di Mariano Laurenti (1994)
- La ragazza di Cortina, regia di Maurizio Vanni (1994)